# Девід Льюїс (тенісист)
Девід Льюїс (англ. David Lewis; нар. 3 вересня 1964) — колишній новозеландський тенісист.
Найвищу одиночну позицію світового рейтингу — 152 місце досяг 14 березня 1988, парну — 133 місце — 8 квітня 1991 року.
Найвищим досягненням на турнірах Великого шолома було 3 коло в парному розряді.

## Фінали турнірів ATP за кар'єру

### Парний розряд: 1 (0–1)
| Результат | Дата     | Турнір            | Покриття | Партнер    | Суперники                  | Рахунок  |
| --------- | -------- | ----------------- | -------- | ---------- | -------------------------- | -------- |
| Поразка   | Вер 1990 | Женева, Швейцарія | Ґрунт    | Ніл Борвік | Пабло Альбано Давід Енгель | 3–6, 6–7 |

## Титули на челленджерах

### Парний розряд: 4
| Ранг | Рік  | Місце          | Покриття | Партнер        | Суперники                     | Рахунок       |
| ---- | ---- | -------------- | -------- | -------------- | ----------------------------- | ------------- |
| 1.   | 1989 | Гонконг        | Тверде   | Стів Гай       | Расселл Барлоу Ґевін Пфіцнер  | 6–4, 6–2      |
| 2.   | 1990 | Нагоя, Японія  | Тверде   | Йохан Карлссон | Мацуока Сюдзо Ота Сіґеру      | 7–5, 6–2      |
| 3.   | 1990 | Турин, Італія  | Ґрунт    | Ніл Борвік     | Крістер Аллгард Мартін Сіннер | 6–2, 3–6, 6–2 |
| 4.   | 1990 | Салоу, Іспанія | Ґрунт    | Ніл Борвік     | Джиммі Аріес Стів Девріє      | 6–3, 5–7, 6–3 |